# جيمس إي. روس
جيمس إي. روس (بالإنجليزية: James E. Ross)‏ هو سياسي أمريكي، ولد في 23 يناير 1921 في الولايات المتحدة، وتوفي في 22 مايو 1993 في مقاطعة بيفر في الولايات المتحدة. حزبياً، نشط في الحزب الديمقراطي. وقد انتخب عضو مجلس ولاية بنسيلفانيا.